# Mesosiderit

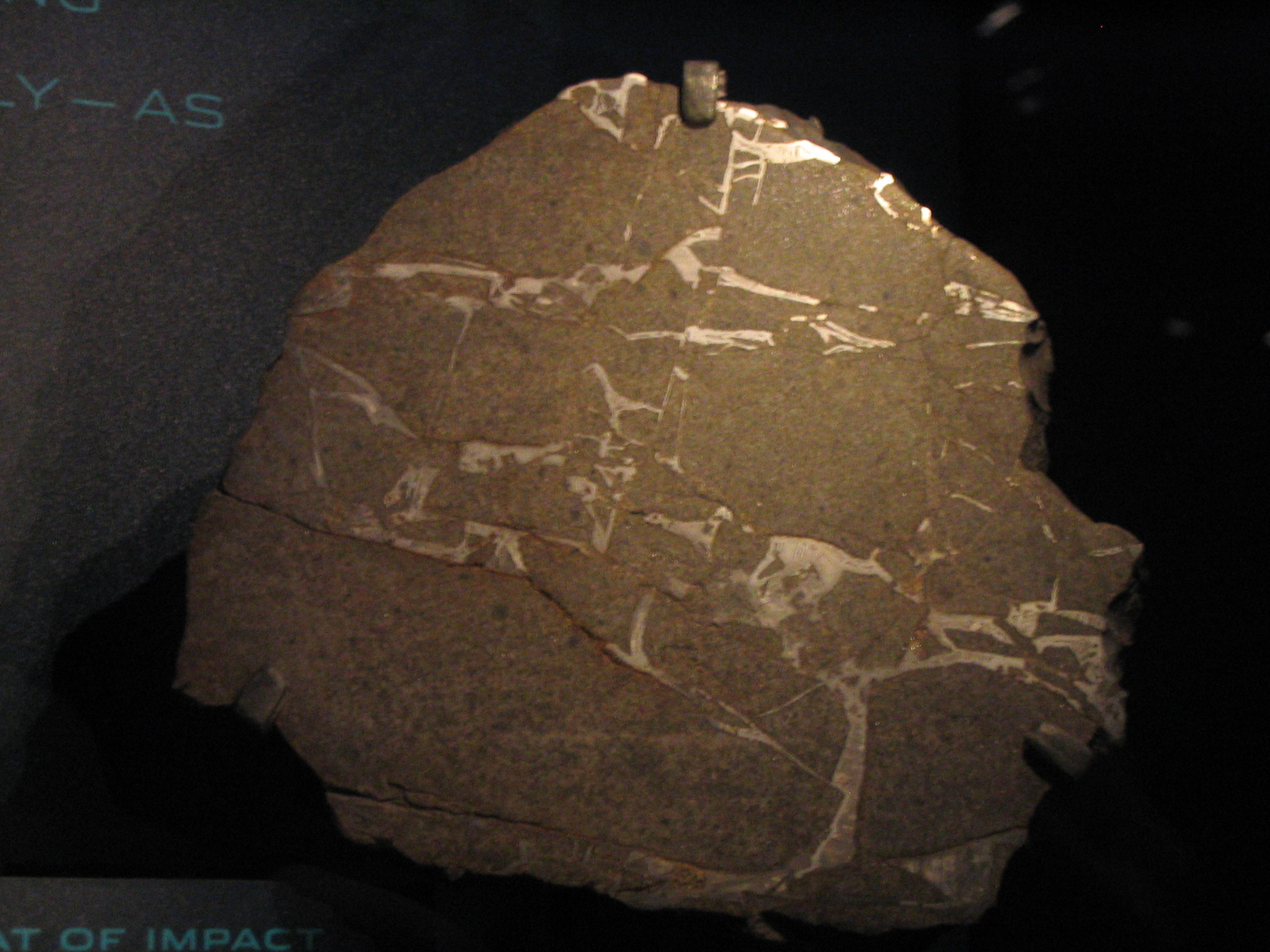
Portales Valley Meteorit

Die Mesosiderite gehören zur Gruppe der Stein-Eisen-Meteoriten. Sie bestehen aus einem ungeordneten Gefüge aus Nickel-Eisen und brekziierten Silikaten, die sich wiederum aus Pyroxen, Plagioklas und Olivin zusammensetzen. 
Das Vorhandensein von Brekzien lässt auf ein größeres Impaktereignis schließen.
Möglicherweise sind die Mesosiderite beim Zusammenstoß zweier großer differenzierter Asteroiden entstanden. Spektroskopische Untersuchungen weisen darauf hin, dass es sich bei einem der Asteroiden um Vesta handeln könnte, da dieser Himmelskörper einen großen Einschlagskrater aufweist.
Siehe auch: Siderit